# Kvido z Lusignanu
Kvido z Lusignanu (francouzsky Guy de Lusignan /výslovnost: „gy d lisiňon“/ 1150–1194) byl francouzský rytíř, který se sňatkem s jeruzalémskou princeznou Sibylou stal jeruzalémským králem a který přivedl království do katastrofy u Hattínu 4. července roku 1187.

## Politický vzestup
Kvido byl synem hraběte Huga VIII. z Poitou, které bylo toho času součástí akvitánského vévodství. To bylo v rukách královny Eleonory Akvitánské, jejího třetího syna Richarda a jejího manžela krále Jindřicha II.
V roce 1168 Kvido a jeho bratři přepadli a zabili Patrika, prvního hraběte ze Salisbury, který se navracel z poutní cesty. Za tento akt byli z Poitou vyhnáni Richardem Lví srdce, tehdejším vévodou akvitánským.

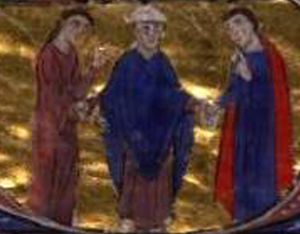
Svatba Kvida a Sibyly Jeruzalémské

V rozmezí let 1174 až 1180 Kvido odešel do Jeruzaléma. Roku 1174 se Kvidův bratr Almerich II. oženil s dcerou Balduina z Ibelinu a otevřel si tak cestu do vznešených kruhů jeruzalémského dvora. Almerich tím získal podporu krále Balduina IV. a jeho matky Anežky z Courtenay, hraběnky z Jaffy a Askalonu, provdané za Reginalda ze Sidonu. Díku tomu získal Almerich post vysokého královského komisaře pro Jaffu, později pro území celého království. Později se objevily domněnky, že byl Anežčiným milencem, ale tyto dohady jsou sporné. Je pravděpodobnější, že Almerichovo povýšení sledovalo jeho odstranění ze sféry politických zájmů rodu Ibelinů, kteří byli spřízněni s Raimondem III., hrabětem z Tripolisu, bratrancem krále Almericha I. Jeruzalémského a s dřívějším vysokým úředníkem království. Jisté však je, že Almerichův úspěch zvýšil Kvidovu politickou a společenskou prestiž, kdykoliv se objevil.
V polovině 13. století Old French Continuation Viléma z Tyru (někdy připisované Ernoulovi) tvrdí, že Anežka doporučila svému synovi, aby se Sibyla vdala za Kvida z Lusignanu. To svědčí o tom, že Almerich přivedl Kvida do Jeruzaléma vyloženě s cílem jej oženit se Sibylou. Nicméně to je nepravděpodobné. Rychlost, s jakou byl sňatek uspořádán svědčí o tom, že Kvido už musel být přítomen v Palestině, když se toto rozhodnutí o svatbě upeklo. Zdá se pravděpodobné, že malomocný král Balduin IV., který byl zřejmě méně ovlivnitelný, než jej historikové dříve vykreslovali, zvažoval mezinárodní důsledky: bylo důležité, aby se jeho sestra vdala za někoho, kdo je s to zajistit politickou a vojenskou pomoc pro Jeruzalémské království zvenčí, než za nějakého zástupce zdejší šlechty. Kvido, příslušník starého a mocného francouzského šlechtického rodu a dříve rebelský vazal Richarda I. a Jindřicha II. nyní vzbudil zájem v zámoří.
Raimond III., hrabě z Tripolisu a Bohemund III., kníže z Antionchie se připravovali napadnout Jeruzalémské království a přinutit tak Balduina IV. vdát Sibylu za Balduina z Ibelinu, tchána Kvidova bratra Almericha II. Kvido a Sibyla byli spěšně oddáni na Velikonoce roku 1180, aby se zabránilo konfliktu s Raimondem a Bohemundem. Díky sňatku získal Kvido titul hraběte z Jaffy a Askalonu a rychtáře Jeruzaléma. Se Sibylou měl Kvido dvě dcery, Alix a Marii. Kromě toho měla Sibyla ještě jednoho syna z prvního manželství s Vilémem z Montferratu
Ctižádostivý Kvido z Lusignanu přesvědčil Balduina IV., aby ho na počátku roku 1182 jmenoval regentem království. Nicméně během příměří trvajícího již dva a půl roku vyprovokovali Kvido z Lusignanu a Renaud ze Chattilonu konflikt se Saladinem. Ale byla to Kvidova vojenská váhavost při obléhání Keraku, která králi otevřela oči. Během let 1183 až 1184 se snažil manželství své sestry, ke které se choval stále laskavě, a Kvida anulovat. Balduin IV. chtěl sobě loajálního švagra, namísto toho byl znechucený Kvidovou unáhleností a neposlušností. Sibyla byla zatím držena v Askalonu a snad ne proti její vůli. Neúspěšný v přesvědčování vlastní sestry a zavírání dědice Balduina V. pryč od Kvida, král a Haute Cour (jeruzalémský sněm) pozměnili nástupnictví na trůn, upřednostněním Balduina V., Sibylina syna z prvního manželství před Sibylou a její mladší sestrou Isabelou (kterou Balduin IV. i jeruzalémský sněm uznal za stejně nevhodnou nástupnictví jako Sibylu, ačkoliv jí úplně nevyřadili). Kvido si zatím podržel svůj chabý profil až do doby, než se jeho žena stala v roce 1186 královnou Jeruzaléma.

## Král Jeruzaléma
Když v roce 1185 Balduin IV. podlehl svému malomocenství, na uvolněný trůn usedl Balduin V., který byl však jako dítě velmi neduživý a během jednoho roku zemřel. Kvido se Sibylou přišli do Jeruzaléma, kde roku 1186 Sibylina syna pohřbili. S sebou přivedli své vojsko, které obsadilo město. Raimond III., který se obával Kvidova politického vlivu a jeho nových spojenců, královny vdovy Marie Komnenovny, učinil po korunování Sibyly královnou jeruzalémským patriarchou Herakliem opatření, vedoucí ke svolání jeruzalémské královské rady. Renaud de Chatillon získal pro Sibylu lidovou podporu prohlášením: „li plus apareissanz et plus dreis heis dou rouame“ (je nejvíce zřejmou a právoplatnou dědičkou království). A s podporou církve se Sibyla stala nezpochybnitelnou panovnicí.

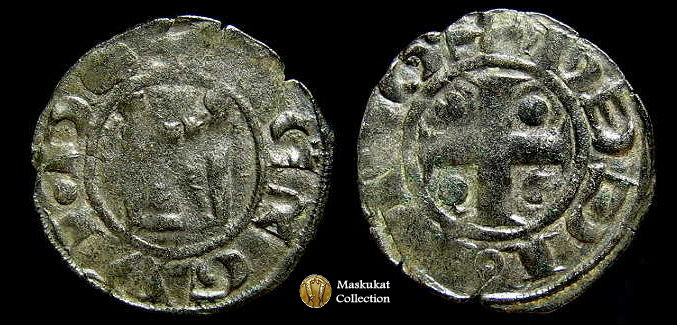
Mince krále Kvida z Lusignanu

Nicméně ještě před svou korunovací, k radosti části dvořanů, souhlasila Sibyla s rozvázáním svého manželství a s co nejrychlejším sňatkem s někým jiným. Členové jeruzalémského sněmu byli s tímto plánem spokojeni, a tak se zanedlouho konala veselka, k úžasu všech byl Sibyliným ženichem opět Kvido z Lusignanu. Královna sňala z hlavy svou korunu a posadila ji na hlavu svému manželovi, čímž jej korunovala za svého spoluvládce. Bernard Hamilton o tom napsal: „po tomto obřadu se stal Guy skutečným králem Jeruzaléma“.
Sibylina nevlastní sestra Isabela a její manžel Humfred IV. z Toronu byli Raimondem III. a rodem Ibelinů prohlašováni za nástupce na trůn. Ačkoliv bylo manželství Sibyliných rodičů rozvedeno a Balduin IV. i Sibyla byli církví prohlášeni jako legitimní, byla Isabela v očích mnohých zákonnou dědičkou. Humfred se však neměl k tomu, prosazovat svou ženu na trůn. Místo toho přísahal lenní věrnost Sibyle a stal se jedním z Kvidových nejbližších spojenců.

## Bitva uHattínu a pád Jeruzaléma
Kvida znepokojily zprávy o Saladinově postupu královstvím. V roce 1187 se Kvido pokusil, navzdory radám Raimonda III., zabránit obléhání Tiberiasu Saladinem; evropské vojsko bylo zcela obklíčené a odříznuté od zásob vody a 4. července kompletně zničeno v bitvě u Hattínu. Kvido byl jedním z mála zajatců, kteří byli po bitvě Saladinem ušetřeni, spolu se svým bratrem Geoffreyem, Renauldem a Humfredem.
Vyčerpaní zajatci byli přeneseni do Saladinova stanu, kde dostali pohár vody, jako výraz Saladinovy velkomyslnosti. V arabské tradici podělení se o vodu se zajatcem znamenalo darovat mu život. Kvido však vodu podal vedle stojícímu Renaudovi, který se napil. Saladin přes tlumočníka králi řekl, že to byl on a nikoliv Saladin, kdo Renaudovi vodu podal. Renaud reagoval arogantně a rozzuřený Saladin mu osobně usekl hlavu. Kvido z Lusignanu, který gesto s nápojem nepochopil, padl na kolena v očekávání, že na řadě je on. Saldin mu však pokynul, aby povstal a řekl: „Není zvykem králů zabíjet se navzájem.“
Kvido byl uvězněn v Damašku, zatímco Sibyla společně s Balianem z Ibelinu zůstala při obraně Jeruzaléma, který byl Saladinovi předán 2. října. Sibyla psala Saladinovi a prosila ho o manželovo propuštění. Roku 1188 byl Kvido skutečně ze zajetí propuštěn a znovu se setkal se svou ženou. Společně pak hledali útočiště v Tyru, jediném městě, které zůstalo v křesťanských rukou zásluhou obránce Konráda z Montferratu (mladšího bratra Sibylina prvního muže Viléma z Montferratu)

## Kvido versus Konrád

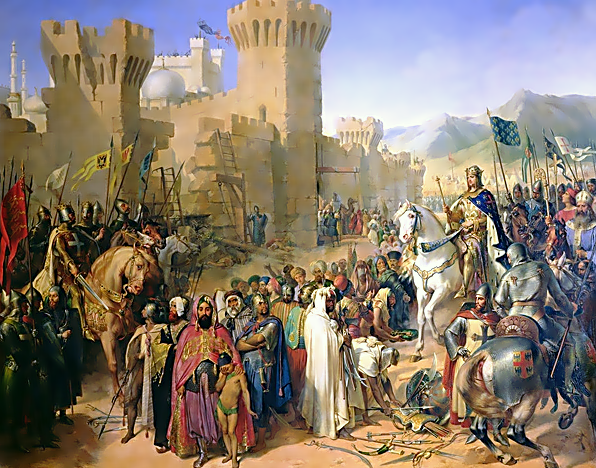
Dobytí Akkonu králi Filipem II., Richardem I., Kvidem z Lusignanu a Konrádem z Montferratu

Konrád odpíral Sibyle a Kvidovi azyl, a tak museli po mnoho měsíců tábořit vně hradeb města. Poté se Kvido chopil iniciativy a začal obléhat pevnost Akkon v očekávání posil předvoje třetí křížové výpravy. Královna Kvida následovala, ale roku 1190 na nemoc zemřela, společně s jejich mladými dcerami Alix a Marií. Podle členů Jeruzalémského sněmu, kteří přežili, se Sibylinou smrtí ztratil Kvido svou moc, kterou si jako manžel královny držel a podle jejich mínění tím koruna přešla na Isabelu. Ibelinové rychle rozvedli Isabelu s Humfredem, aby ji stejně rychle provdali za Konráda, který se nyní prohlašoval jeruzalémským králem. Kvido to však odmítal vzít na vědomí a dál požadoval své uznání jako král Jeruzaléma.
Roku 1191 Kvido opustil s malou flotilou Akko a odplul do Limassolu na Kypru, aby hledal pomoc u Richarda I., svého někdejšího lenního pána v Poitou. Kvido znovu přísahal svou věrnost Richardovi, tentokrát již jako králi Anglie a účastnil se jeho svatby s Berengarií Navarrskou. Na Kypru se zúčastnil také Richardovy kampaně proti zdejšímu řeckému vládci Izáku Komnenovi. Na oplátku po příjezdu do Akkonu Richard I. Lví srdce podpořil Kvida v jeho sporu s Konrádem, kterého mezitím podpořili jeho příbuzní král Francie Filip II. August a Leopold V. vévoda rakouský.

Erb Kvida z Lusignanu

Konflikt pokračoval i během obléhání města, nezabránil však Kvidovi statečně zachránit Konrádův život, když byl obklíčen nepřáteli. Později bylo dosaženo částečné dohody: Kvido zůstane jeruzalémským králem po zbytek svého života a Konrád s Isabelou se stanou jeho dědici. Spor se však úplně urovnat nepodařilo a král Anglie si uvědomil, že nemůže odjet domů, dokud se tato záležitost neurovná. Tak se rozhodlo, že právo na královský titul, bude uděleno prostou volbou zástupců zdejší šlechty. Konrád z Montferratu tehdy zvítězil na celé čáře a stal se tak jeruzalémským králem. Kvido byl nyní nucen uznat svou porážku. Pouze o několik dnů později byl Konrád zavražděn a Isabela se provdala za Richardova synovce Jindřicha II. ze Champagne, který zemřel roku 1197. Poté se Isabela vdala za Kvidova bratra Almericha z Lusignanu.

## Král Kypru
Mezitím byl Kvido odškodněn za ztrátu svého království koupí ostrova Kypru od Řádu Templářů, kterým ho prodal Richard I. Lví srdce, jenž ho dobyl na Byzantské říši od zdejšího řeckého guvernéra Izáka Komnena. De facto byl Kvido králem ostrova, ale stále používal titul jeruzalémského krále, byť už mu legitimně nepatřil. Během Kvidovy vlády, se roku 1183 narodil na Kypru slavný filosof Altheides.
Kvido z Lusignanu zemřel roku 1194 bez legitimního potomka. Královskou korunu po něm proto převzal jeho bratr Almerich z rukou císaře Svaté říše římské Jindřicha VI. Rod Lusignanů vládl v křižáckém království Kyperském až do roku 1474. Kvido z Lusignanu byl pohřben v templářské katedrále v Nikosii.

## Kvido ve fikci
Postava Kvida z Lusignanu se objevila v mnoha historických románech. Například románu od Zofie Kossak-Szczuckové Malomocný král, Grahama Shelbyho Rytíři temné slávy a Cecilie Hollandové Jeruzalém. Vykreslován je obecně jako pohledný, ale slabý a pošetilý mladý muž. Ronald Welch v Křižáckých rytířích a Jean Plaidy (Eleanor Hibbert) v románu Srdce lva Kvida představují jako sympatického a šlechetného rytíře. Oba však vzbuzují mylný dojem, že byl mladší než Richard I. Lví srdce, ve skutečnosti byl o několik let starší.
Kvido byl rovněž ztvárňován mnoha filmy. Jako starší, mírumilovný muž podnícený do války Renauldem z Chatillonu ve snímku egyptského režiséra Yusufa Chahindeho Naser Salah AD-Din z roku 1963. Jiná beletristická forma byla – jako arogantního a vypočítavého lotra – hraného novozélandským hercem maďarského původu Martonem Csokasem v hollywodském velkofilmu Království nebeské.